# 千僧
千僧（せんぞ）は日本の兵庫県伊丹市の町名。現行の行政地名は千僧一丁目から六丁目まで（いずれの区域も住居表示は未実施で、地番整理を実施）。2011年（平成23年）10月1日時点での人口は5,630人。郵便番号664-0898。

## 地理
北の一点で瑞穂町、北東で大鹿、東で桜ケ丘、南で行基町・昆陽東、南西で昆陽、西の道路上の一点で昆陽池、北西で広畑と接する。南東の船原とは僅かに接していない。
伊丹市役所を始めとする市の施設や、阪神北県民局伊丹庁舎など兵庫県や国の出先機関が立地する官庁街を持ち、北の広畑との間に跨る陸上自衛隊千僧駐屯地を有する。町名としての「千僧」の読みは「せんぞ」であり、伊丹市役所のサイトでも「兵庫県伊丹市千僧（せんぞ）1丁目1番地」と読み仮名が記載されている。千僧駐屯地の施設名についても「せんぞちゅうとんち」が正式な読み方となっている。

## 歴史
「千僧」という地名は昆陽池・今池（「千僧今池」とも）・籠池を造営した奈良時代の僧・行基が713年（和銅6年）に当地で千僧供養の法会を行ったことに由来するとされている。江戸時代には摂津国川辺郡千僧村（「先祖村」とも）として、幕府領（一時期忍藩飛地領）となっていた。1882年（明治15年）の人口は172人を数え、1889年（明治22年）の町村制施行後は大部分が稲野村の大字となり、飛地部分は伊丹町へ編入されたが1940年（昭和15年）には稲野村と伊丹町が合併して伊丹市となり、旧千僧村の全域が伊丹市に属することになった。千僧公民館前には、旧千僧村の地名を伝える銘板「千僧の旧地名」が設置されている。行基が造営したとされるため池のうち、籠池は後世に埋め立てられ跡地は陸上自衛隊千僧運動場となっている。千僧今池は伊丹市立博物館の裏手に現存するが、池の大部分は1972年（昭和47年）に市役所の現庁舎と市立図書館（現-伊丹市防災センター）・博物館・中央公民館が建設された際に埋め立てられた。

## 交通
地内に鉄道は通っておらず最寄りの鉄道駅である阪急伊丹線伊丹駅からは西に約1km、JR伊丹駅（イオンモール伊丹に隣接）からは西に約2kmと離れている。
路線バスは市内の全域から直接、或いはJR伊丹・阪急伊丹乗り換えで伊丹市交通局（伊丹市バス）が利用可能。最寄りのバス停は市役所前（13・14系統）、もしくは裁判所前（5・39系統）となる。

## 施設
伊丹市の施設
- 伊丹市役所
- 伊丹市立総合教育センター
- 伊丹市防災センター（旧図書館本館）
- 伊丹市立博物館
- 伊丹市立中央公民館

兵庫県の施設

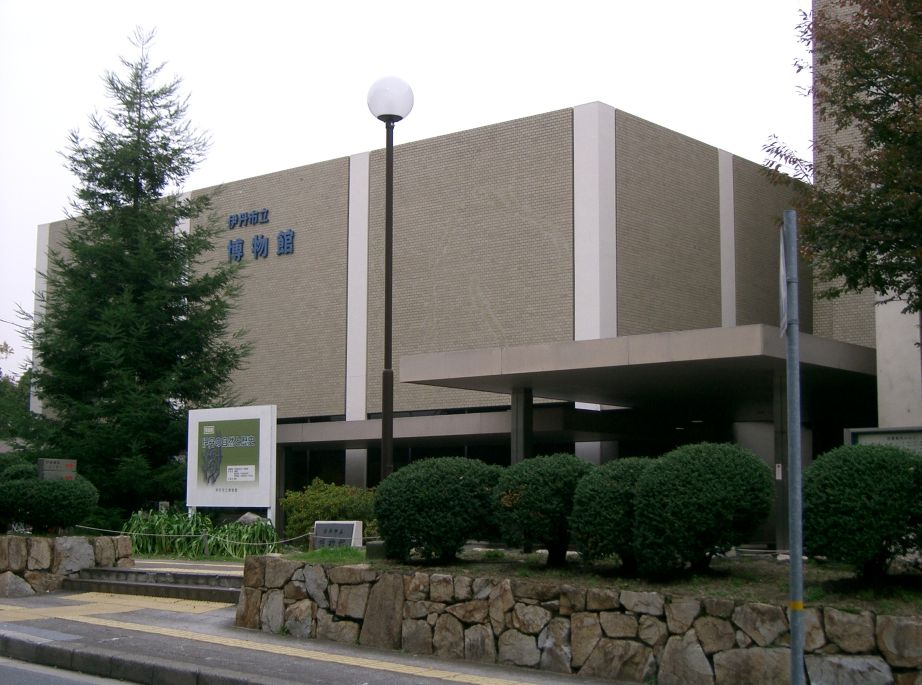
伊丹市立博物館

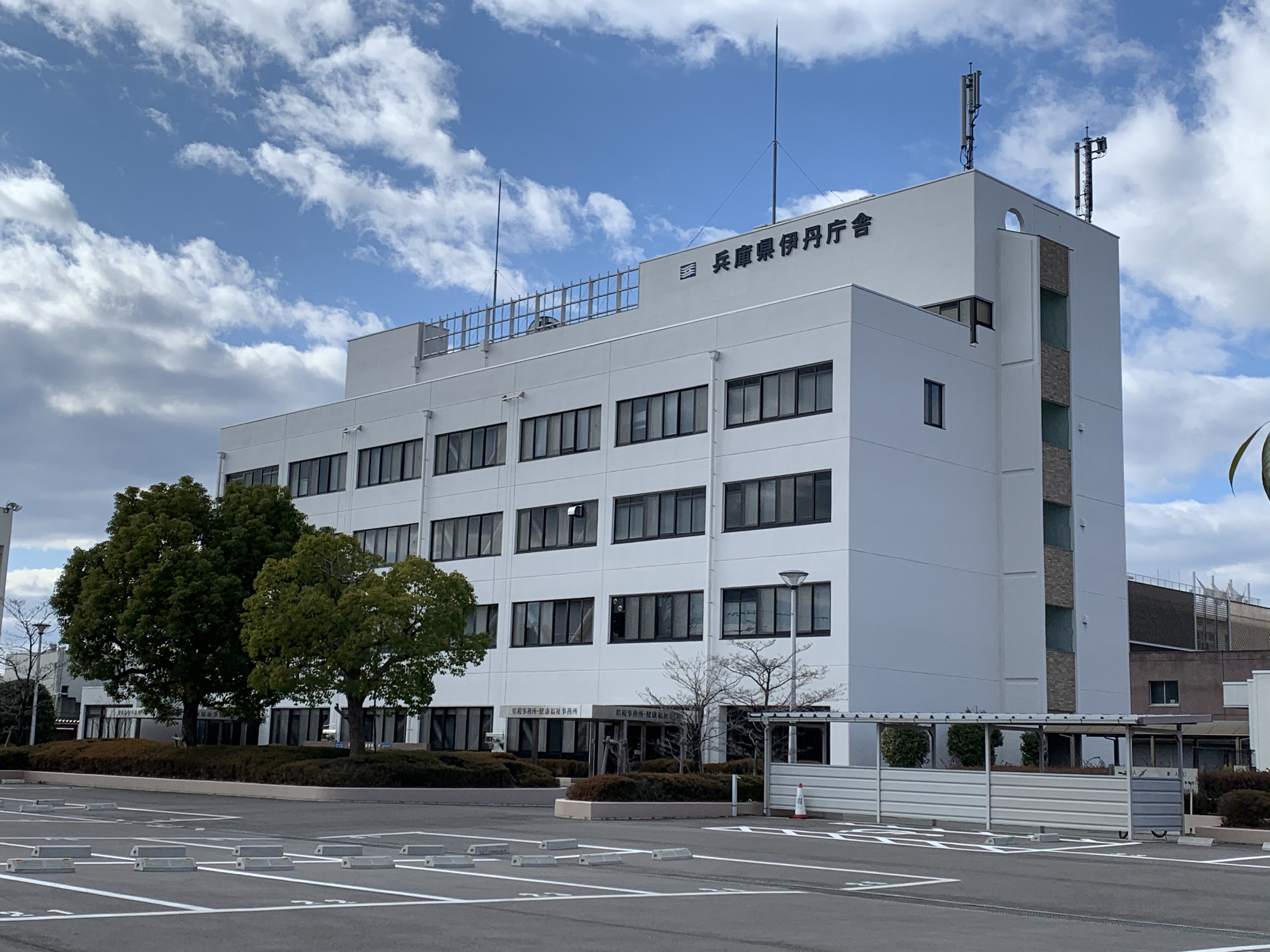
兵庫県伊丹庁舎

- 兵庫県伊丹庁舎 - 宝塚市に本局を置く阪神北県民局の支庁舎。2022年（令和4年）度以降に発足する阪神県民局（第2次）の本局が設置される予定[5]。
  - 伊丹県税事務所
  - 伊丹健康福祉事務所（保健所）
  - 宝塚土木事務所伊丹業務所

その他の公共施設

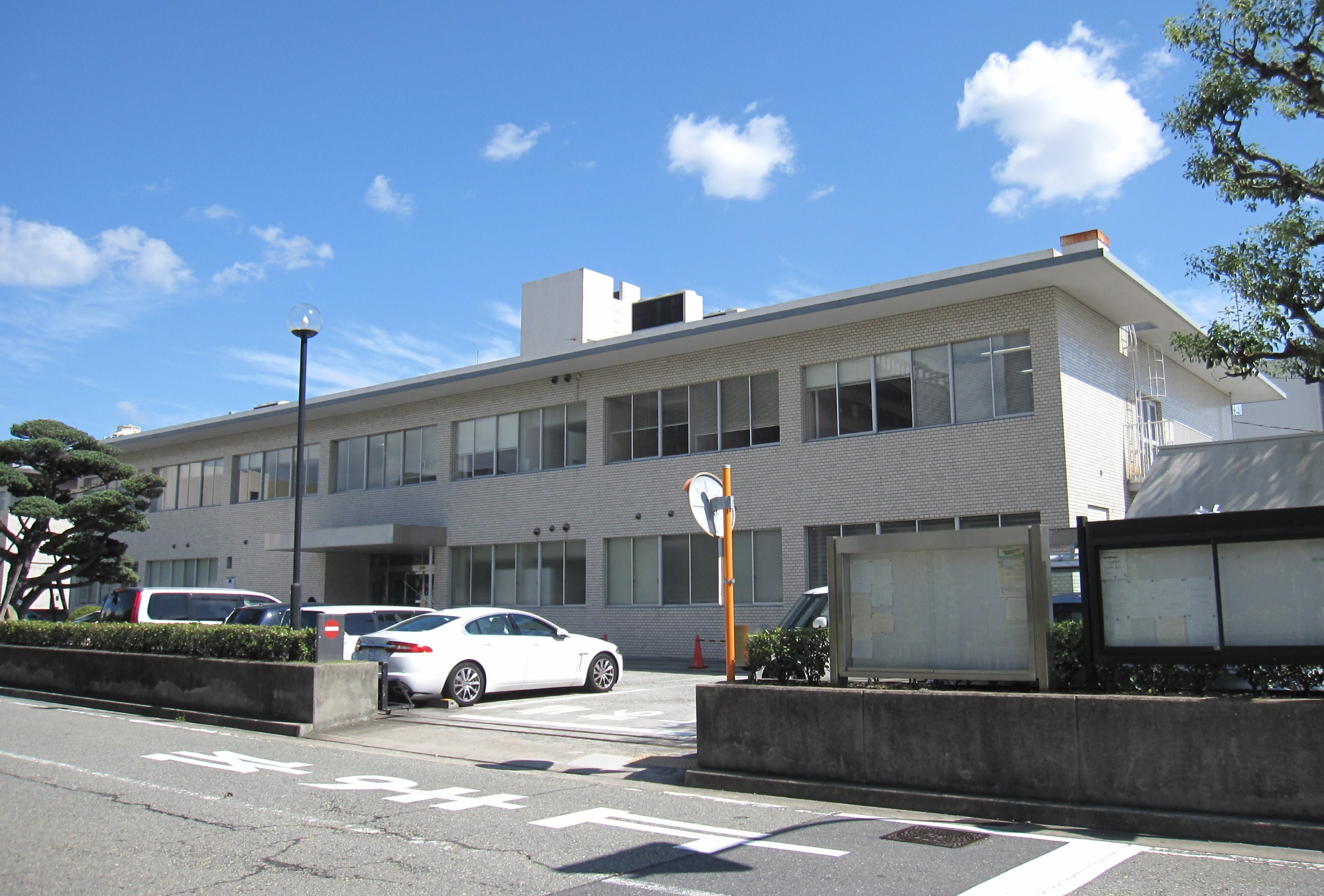
伊丹裁判所合同庁舎

- 伊丹税務署 - 伊丹市・川西市・川辺郡猪名川町を管轄。
- 裁判所合同庁舎 - 以下全て伊丹市・宝塚市・川西市・川辺郡猪名川町を管轄。
  - 神戸地方裁判所伊丹支部
  - 神戸家庭裁判所伊丹支部
  - 伊丹簡易裁判所
  - 伊丹検察審査会
- 伊丹警察署
- 陸上自衛隊千僧駐屯地[6] - 駐屯する第三師団司令部は広畑一丁目側にあり、所在地も広畑一丁目となっている。

### 近隣施設
- 伊丹法務合同庁舎[7]

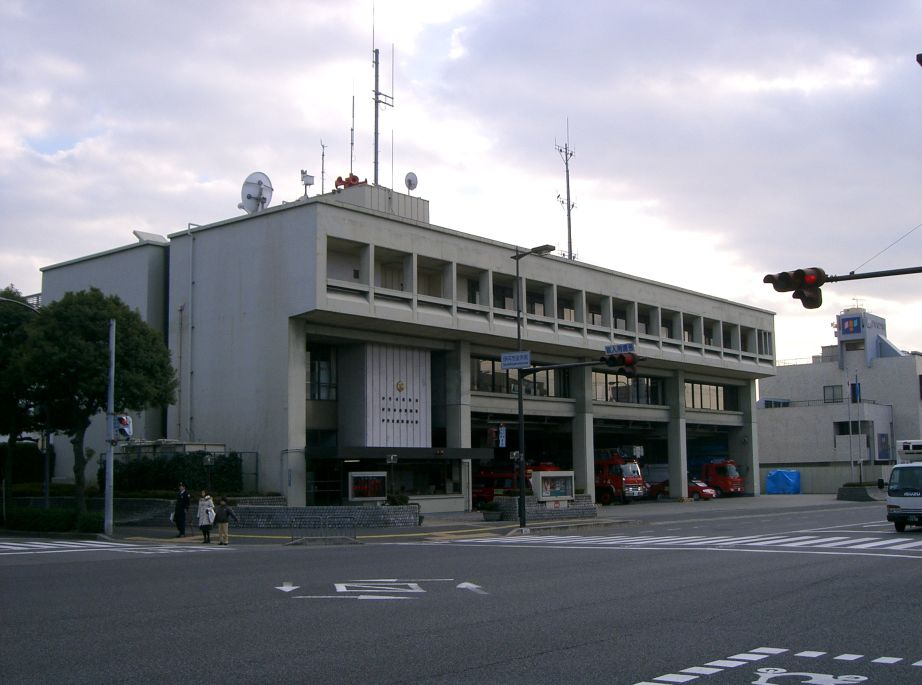
伊丹市消防局・西消防署

  - 神戸地方検察庁伊丹支部 - 管轄区域は裁判所と同じ。
  - 伊丹区検察庁
  - 神戸地方法務局伊丹支局
- 伊丹労働総合庁舎[7]
  - 伊丹公共職業安定所（ハローワーク伊丹） - 管轄区域は税務署と同じ。
  - 伊丹労働基準監督署
- 伊丹市消防局・西消防署[7]
- 伊丹市水道局[7]
  - 千僧浄水場[8]